# Armet Armored Vehicles Gurkha
L'Armet Armored Vehicles Gurkha è un veicolo corazzato prodotto dall'Armet Armored Vehicles Incorporated in Florida.
È un veicolo corazzato leggero ed è basato sul più grande Armet Armored Vehicles Balkan Mk3, camion corazzato su scafo di un Ford F550. Una torretta opzionale è disponibile sia per il Balkan Mk3 che per il Gurkha.
Come molti veicoli corazzati della Terradyne il Gurkha LAPV è incredibilmente resistente, l'autista può sopravvivere a 4 missili di calibro 40 mm, 6 granate o una bomba di carro armato. La variante con torretta mitragliatrice (generalmente una Browning M2) è dotata di una corazza ancor più resistente; l'autista può resistere a 7 missili di calibro 40 mm, 9 granate, 2 bombe di carro armato o una scarica di minigun di 2:30 minuti.

## Varianti
- Balkan un camion corazzato leggero (scafo F550).
- Balkan Mark 3 - come il Balkan originale con alcune migliorie.
- Balkan Mark 4 - versione migliorata dell'Mk3 con torretta superiore.
- Kestrel Peacekeeper - Gurkha migliorato senza torretta.
- Conquest Knight XV - versione civile.

## Operatori
Il veicolo è stato venduto a:
- United States Army
- Ministero degli Esteri Russo
- Varie squadre SWAT americane
- Forze Armate Canadesi

Il veicolo è anche prodotto in Canada, a Concord, nella regione dell'Ontario